# 아말라와 카말라
아말라(Amala, 1918년 경 ~ 1921년 9월 21일)와 카말라(Kamala, ~ 1929년 11월 14일)는 인도 벵골 출신의 두 명의 야생아이다. 늑대 어린이로도 알려져 있으며 인간 사회에서 자라지 않고 늑대굴에서 자라 늑대처럼 된 어린이들로 알려져 있다.
1920년 인도 벵골 지방의 산 속에서 발견되었다. 이들은 늑대와 똑같은 행동을 하면서 사람을 두려워하였다. 교육을 통해 인간사회에 적응해 가는 듯 하였으나 결국 둘 다 일찍 죽고 말았다.
그러나 야생아를 연구해온 프랑스의 의사인 세르주 아롤은 아말라와 카말라의 사례를 거짓이라고 지적하였다. 아롤에 따르면, 아말라와 카말라의 이야기는 고아원 원장 조셉 싱의 기부금 유도를 위하여 날조된 것이다.